# Beacon Hill (Boston)
Beacon Hill è un quartiere storico della città statunitense di Boston (Massachusetts), che ha insieme alla vicina Back Bay una popolazione di circa 27.000 abitanti. Sulla parte più elevata della collina si trova la Massachusetts State House, sede del governo statale, a cui viene spesso associato per metonimia il nome del quartiere.

## Monumenti e luoghi d'interesse
- Massachusetts State House
- Monumento di Beacon Hill

L'area ospita inoltre numerosi edifici storici in stile vittoriano e luoghi di rilevanza storica.